# Serraulax xanthurus
Serraulax xanthurus är en stekelart som först beskrevs av Josef Fahringer 1931.  Serraulax xanthurus ingår i släktet Serraulax och familjen bracksteklar. Inga underarter finns listade i Catalogue of Life.